# Max Christie
Cormac Karl „Max“ Christie Jr. (* 10. Februar 2003 in Arlington Heights, Illinois, USA) ist ein US-amerikanischer Basketballspieler auf der Position des Shooting Guards.
Er spielte College-Basketball für die Michigan State Spartans und steht seit Februar 2025 bei den Dallas Mavericks in der NBA unter Vertrag.

## Frühes Leben
Christie wuchs in Arlington Heights, Illinois auf und besuchte die Rolling Meadows High School. In seinem Senior-Jahr erreichte er 24 Punkte, 10 Rebounds, 4 Assists und 3 Steals pro Spiel und wurde zum Illinois Gatorade Player of the Year ausgezeichnet. Er wurde ins McDonalds All-American-Game gewählt und verließ die Schule als 5-Sterne-Rekrut.

## College-Karriere
Christie entschied sich nach Angeboten von Duke, Villanova und Ohio State für die Michigan State Spartans. In seinem Freshman-Jahr erzielte er 9 Punkte und 3 Rebounds im Schnitt und wurde ins All-Big-Ten Freshman-Team berufen. Er gab nach der Saison bekannt, sich für den kommenden NBA Draft anzumelden.

## Professionelle Karriere
Christie wurde am 23. Juni 2022 im NBA Draft 2022 in der zweiten Runde mit dem 35. Pick von den Los Angeles Lakers ausgewählt. Er unterschrieb seinen ersten Profivertrag am 8. Juli 2022. In seiner ersten Saison spielte er 41 Spiele und erzielte 3,1 Punkte und 1,8 Rebounds im Schnitt. Er erreichte mit den Lakers die Western Conference Finals, in denen sie mit 4:0 gegen die Denver Nuggets unterlagen. In seiner zweiten Saison erzielte er 4,2 Punkte und 2,1 Rebounds pro Spiel. Er gewann mit den Lakers am 9. Dezember 2023 die erste Ausgabe des NBA In-Season-Tournaments. Er erreichte mit den Lakers die erste Runde der Playoffs, wo sie mit 4:1 gegen die Denver Nuggets unterlagen. Am 2. Juli 2024 unterschrieb Christie einen neuen Vertrag bei den Lakers, der ihm ein Jahresgehalt von 8 Millionen Dollar einbrachte. Im Februar 2025 wechselte Christie gemeinsam mit Anthony Davis im Gegenzug für Luka Doncic, Maxi Kleber und Markieff Morris zu den Dallas Mavericks.

## Nationalmannschaftskarriere
Christie repräsentierte die Vereinigten Staaten bei der FIBA U16-Amerikameisterschaft 2019 in Brasilien. Christie erzielte im Schnitt 9,5 Punkte und 3,3 Rebounds und gewann mit dem Team die Goldmedaille.

## Persönliches
Sein jüngerer Bruder Cameron ist ebenfalls Basketballspieler und steht aktuell bei den Los Angeles Clippers in der NBA unter Vertrag.